# Erivaldo Vieira
Erivaldo da Cruz Vieira (ur. 19 listopada 1980 w Assis) – brazylijski lekkoatleta, skoczek w dal.

## Osiągnięcia
- mistrzostwo Ameryki Południowej (Cali 2005)
- 6. miejsce podczas halowych mistrzostw świata wojskowych (Moskwa 2006)

## Rekordy życiowe
- skok w dal – 8,18 (2006)
- skok w dal (hala) – 7,97 (2006)